# Manos de Perro
Los Manos de Perro fueron un grupo coahuilteco que habitó las penínsulas e islas ubicadas cerca de Aransas Bay en Texas. Desde 1739 fueron evangelizados por los jesuitas de las misiones cercanas a la zona.
Algunos investigadores han indagado en las causas del nombre puesto por los españoles, mas ninguno ha llegado a una conclusión en concreto.